# Gagrellula andamana
Gagrellula andamana is een hooiwagen uit de familie Sclerosomatidae.